# Esbit

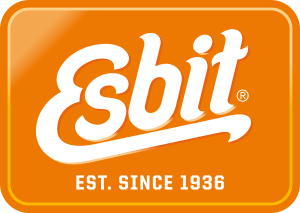
Firmenlogo

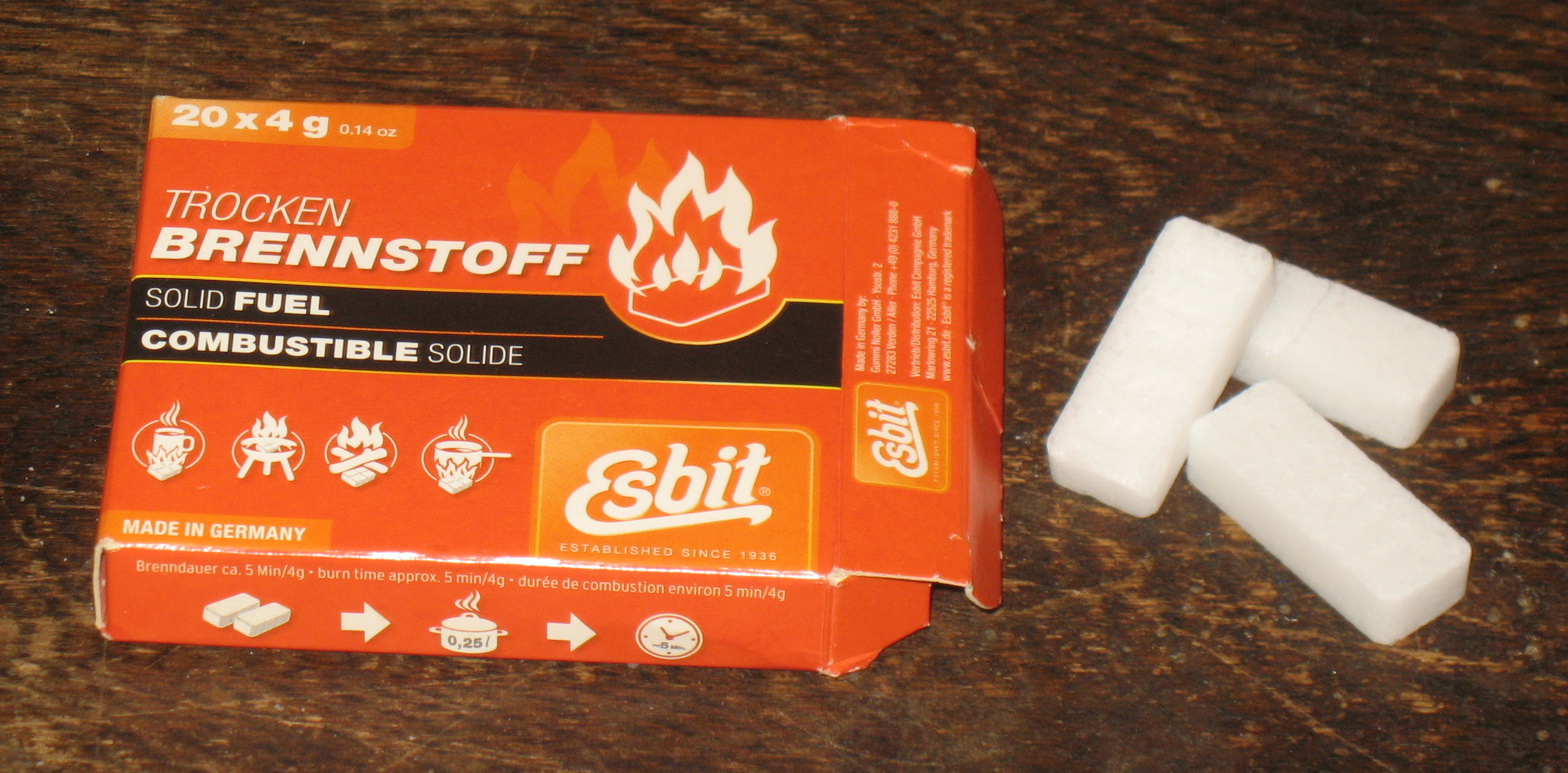
Esbit-Brennstofftabletten

Esbit (Akronym für „Erich Schumms Brennstoff in Tablettenform“) ist ein Markenname bzw. eine Handelsmarke für Brennstofftabletten aus Hexamethylentetramin (HTMA). Ein damit betriebener spezieller Notkocher wurde schon in der Wehrmacht benutzt und kommt auch heute noch bei Bundeswehr und Bundesheer, beim Camping und bei Rettungsorganisationen in der Auslandshilfe zum Einsatz. Weiterhin werden mit den Tabletten auch Modelldampfmaschinen beheizt. In Anlehnung an flüssigen Brennspiritus, der in Spirituskochern verwendet wird, spricht man auch von Trockenspiritus.

## Geschichte
Der Brennstoff von Esbit, das Hexamethylentetramin, wurde 1859 von Alexander Michailowitsch Butlerow entdeckt. Seine Eignung als Trockenbrennstoff wurde vom schwäbischen Erfinder und Unternehmer Erich Schumm erkannt, der 1933 die Firma Schumm gegründet hatte, die dann 1936 die Trockenbrennstofftabletten unter dem Namen Esbit auf den Markt brachte, wobei der Name Esbit für „Erich Schumms Brennstoff in Tablettenform“ steht.

## Bestandteile und Eigenschaften
Esbit besteht aus Hexamethylentetramin, welches in Würfel- oder Blockform gepresst wird. Der Brennwert liegt bei etwa 31,3 MJ/kg.
Es besitzt einen ungefähren Heizwert von 28 kJ/g (7,78 kWh/kg) bei einer Dichte von circa 1,25 g/cm³.

## Aufbewahrung
Esbit ist hygroskopisch und sollte daher trocken und dicht verpackt aufbewahrt werden. Im Einzelhandel erhältlicher Esbit-Brennstoff ist daher zumeist einzeln (bei 14-Gramm-Tabletten) oder in Vierer-Packs (bei 5-Gramm-Tabletten) in Kunststoff-Verpackungen eingeschweißt. Dies ermöglicht die langjährige, sichere Aufbewahrung ohne Verlust an Heizwert.

## Esbit-Kocher

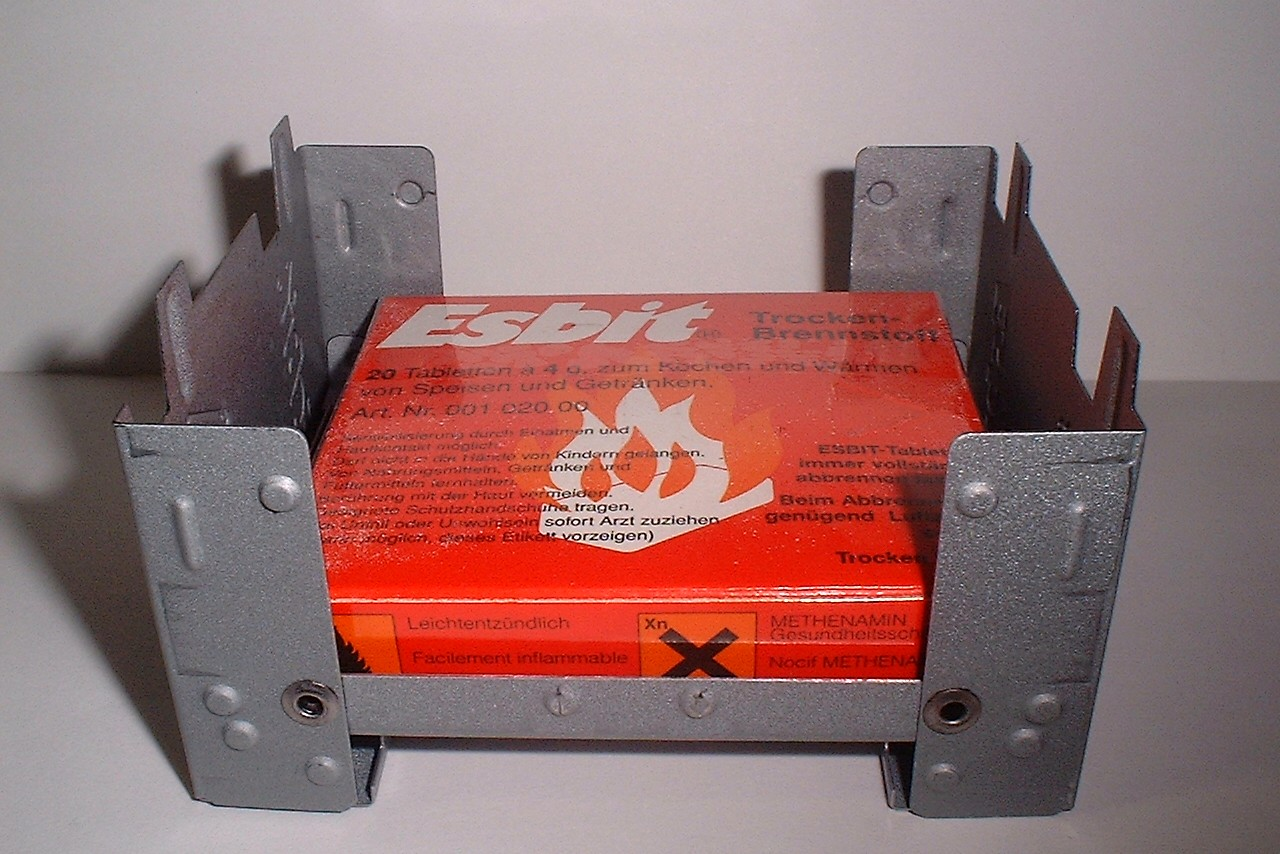
Rechtwinklig aufgeklappter Esbit-Kocher mit einer für den Transport eingelegten Packung Brennstoff

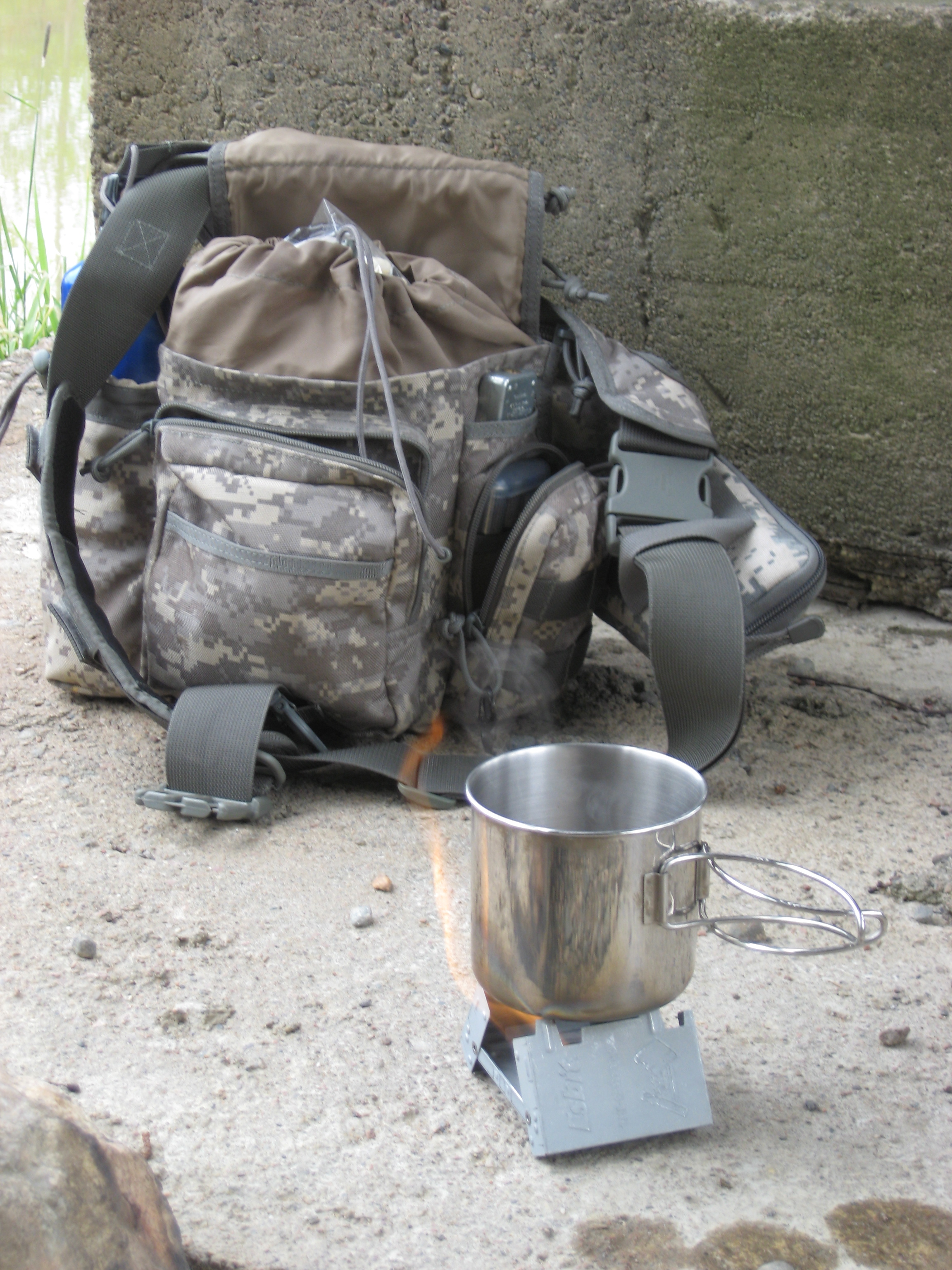
Esbit-Kocher in Betrieb. Die Flamme des Brennstoffs ist links am Rand des Edelstahlbechers zu sehen.

Der Hersteller bietet einen kleinen faltbaren Kocher aus gefalztem, elektrolytisch verzinktem Stahlblech an. In zusammengeklapptem Zustand passt in diesen Kocher exakt eine handelsübliche Karton-Faltschachtel mit sechs Esbit-Stücken à 14 Gramm für deren Aufbewahrung und Transport. Dieses einfach konstruierte Gerät, ehemals als Modell 9 bezeichnet, eignet sich zum Erhitzen kleiner Mengen von Speisen und Getränken. Der Kocher wurde im Jahre 1939 zum Patent angemeldet.
Zusammengefaltet hat dieser kleinformatige Kocher die Form eines flachen Quaders ungefähr von der Größe einer DIN-A6-Postkarte; dadurch ist er für den Transport auf kleinem Raum geeignet, zum Beispiel in einer Jacken- oder Manteltasche. Die beiden beweglichen, um bis zu einem Winkel von etwas über 90° ausklappbaren Seitenteile sind mit jeweils zwei Nieten scharnierartig mit dem Mittelstück verbunden. In aufgeklapptem Zustand des Kochers werden die Seitenteile des Geräts sowohl zu Standfüßen als auch zum Träger für Kochgeschirr. Das Mittelteil dient als Träger für Esbit-Brennstoff-Tabletten. Das Mittelteil hat eine kleine rechteckige Mulde, in die genau eine 14-Gramm-Esbit-Brennstofftablette passt.
- Der Abstand des Mittelteils des Kochers zur Unterlage wirkt isolierend: die Standfläche des Kochers wird nicht durch Hitze-Einwirkung geschädigt,
- das Mittelteil des Kochers wird kaum von der Temperatur der Standfläche abgekühlt, wodurch die Leistung des Brennstoffs besser genutzt werden kann,
- unter dem Mittelteil des Kochers und durch Schlitze rund um die Mulde für die Brennstoff-Tablette kann Frischluft zuströmen, um eine ruhige, weniger rußende Flamme zu bilden,
- der Kocher kann nach dem Erlöschen der Flamme in kurzer Zeit abkühlen, um wieder für Transport oder Aufbewahrung verpackt zu werden.

Durch die beschriebene Konstruktionsform und den verwendeten Brennstoff eignen sich Esbit-Kocher auch für den Einsatz in belüfteten Innenräumen, zum Beispiel auch in Zelten. Für den Betrieb der Kocher unter freiem Himmel ist dessen windgeschützte Aufstellung sinnvoll; bei Wind kann der Einsatz eines zusätzlichen, improvisierten Windschutzes erforderlich sein.
Der Esbit-Kocher wird von der Bundeswehr und dem Österreichischen Bundesheer zur Zubereitung der Hauptgerichte aus der Einmannpackung verwendet und als Bestandteil der Feld- und Biwakausrüstung ausgegeben.
Die französischen Streitkräfte und viele andere europäische Armeen benutzen ein Wegwerfmodell, das aus einem vorgestanzten Blech besteht, jeder Einmannpackung beiliegt, nur aufgeklappt wird und sehr leicht ist.